# Isopogon cuneatus
Isopogon cuneatus (лат.) — кустарник, вид рода Изопогон (Isopogon) семейства Протейные (Proteaceae), эндемик юго-западного региона Западной Австралии. Кустарник с продолговатыми или яйцевидными листьями и приплюснутыми сферическими соцветиями гладких бледно-лилово-розовых цветков.

## Ботаническое описание

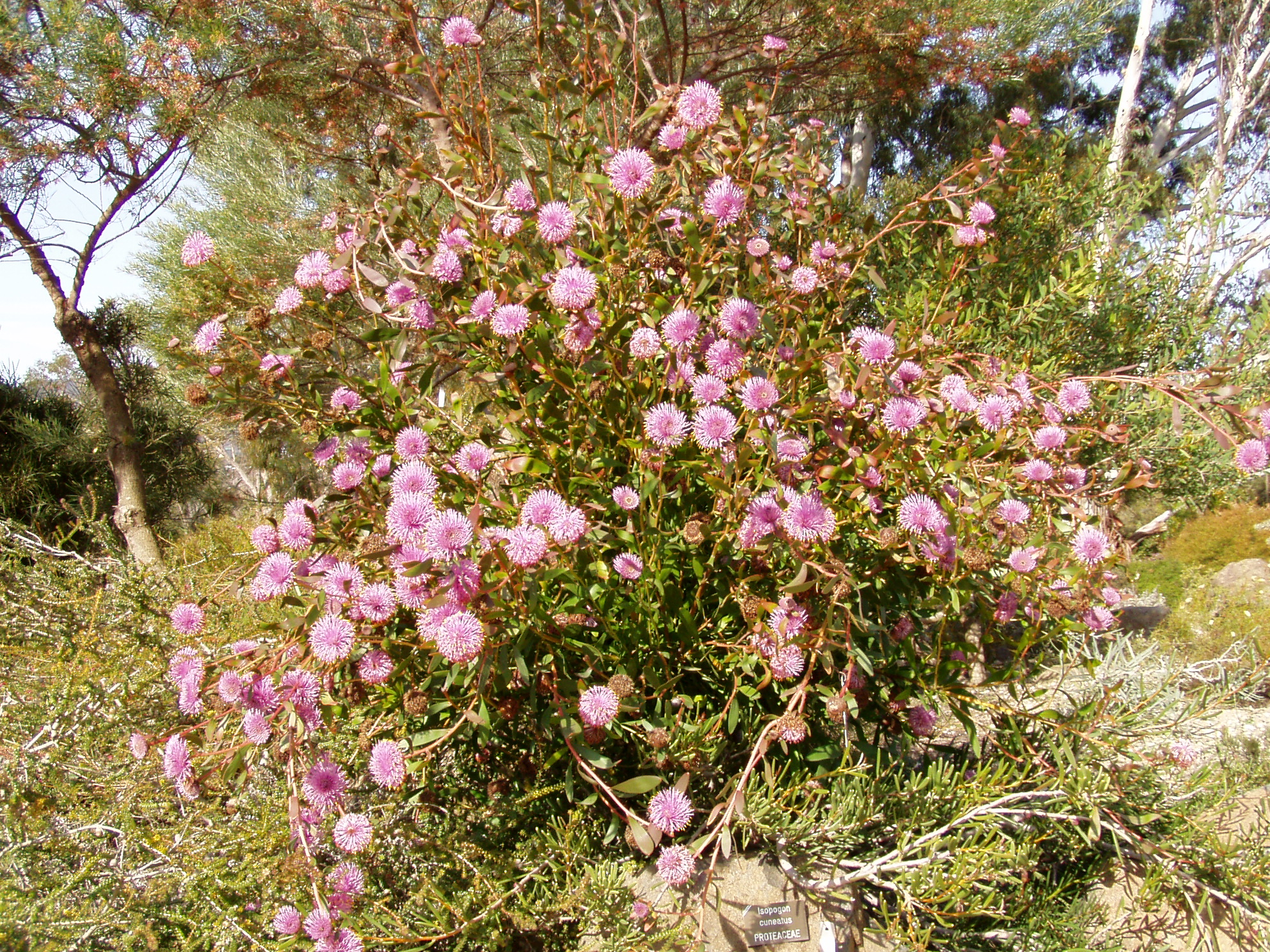
Общий вид

Isopogon cuneatus — кустарник высотой 1,5-2,5 м с покрытыми волосками бледными или красновато-коричневыми ветками. Листья продолговатые или яйцевидные с более узким концом к основанию, 40-100 мм в длину и 10-30 мм в ширину. Цветки расположены в заметных плоско-сферических сидячих соцветиях — цветочных головках — на концах веточек, 40-55 мм в диаметре с широко-яйцевидными обворачивающими прицветниками у основания соцветия. Цветки около 25 мм в длину, от бледного до пурпурно-розового цвета, гладкие. Цветение происходит с июля по октябрь. Плоды представляют собой опушённые овальные орехи, сросшиеся в плодовую головку в форме полусферического конуса диаметром до 35 мм.

## Таксономия
Впервые этот вид был описан в 1810 году Робертом Броуном в Transactions of the Linnean Society of London.

## Распространение и местообитание
I. cuneatus — эндемик Западной Австралии. Растёт на пустошах, кустарниках и низинных лесах на каменистых холмах и болотистых равнинах между Албани, хребтом Стерлинг и заливом Чейн в биогеографических регионах равнины Эсперанс, Ярра-Форест и Уоррен.

## Охранный статус
Международный союз охраны природы классифицирует природоохранный статус вида как «вымирающий».